# 西蒙尼·马蒂尼
西蒙尼·马蒂尼（義大利語：Simone Martini；1280年代－1344年）是一位出生于意大利锡耶纳的画家。他在文艺复兴早期的重要成就是极大的发展和影响了未来的國際哥特式藝術风格。

一般来说，马蒂尼被认作是另一位同时期的锡耶纳画家-杜喬·迪·博尼塞尼亞的学徒。然而根据文艺复兴晚期的传记作家乔尔乔·瓦萨里的著作，马蒂尼则被认为是喬托·迪·邦多納的学徒，而后亦是因为乔托负责制作旧圣伯多禄大教堂马赛克，才有马蒂尼前往罗马绘制同一教堂壁画一事。马蒂尼的妹婿则是另一位同时期的文艺复兴画家Lippo Memmi。

## 生平
毫无疑问的是，西蒙尼·马蒂尼在很小的时候就开始了其作为普通学徒的生涯。他第一幅有文件记录的作品是位于锡耶纳市政厅的"圣母子"。Lippo Memmi在不久之后依照此壁画在圣吉米尼亚诺创作了另外一幅复制品，这是马蒂尼个人风格对其他十四世纪画家产生影响的强有力的证明之一。在延续锡耶纳的传统风格上，马蒂尼有着和以节制、庄重著名的佛罗伦萨风格完全不同之处，他的笔触更加柔软且风格化，画面内充满了装饰性的细节和繁复的曲线，当然还有一种类似于法兰西宫廷风格的优雅特点。西蒙尼·马蒂尼的艺术灵感带着明显的法兰西泥金裝飾手抄本和象牙雕刻的痕迹，这种类型的艺术手法通过十四世纪法国至罗马的朝圣之路而传至锡耶纳。

他的其他重要作品还包括以下的部分：现藏于那不勒斯卡波迪蒙特美術館的“图卢兹的圣路易加冕图”（绘于1317）、藏于比萨的多联画屏“亚历山大港的圣凯特琳”（绘于1319）、藏于佛罗伦萨烏菲茲美術館的“圣母领报”（绘于1333），藏于利物浦沃克艺术博物馆的“堂中基督”（绘于1342），以及位于亚西西的圣方济各圣殿底层圣马丁礼拜堂的壁画。
在西蒙尼·马蒂尼的最后时日中，他前往阿维尼翁为教皇作画，并于1344年过世于此地。

## 画作

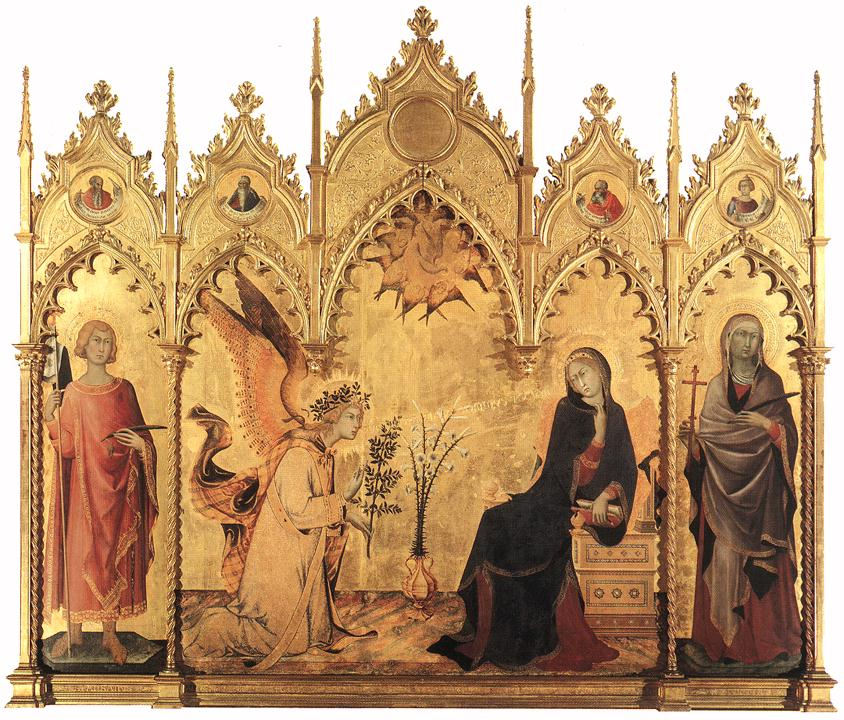
The Annunciation with St. Margaret and St. Ansanus, 1333
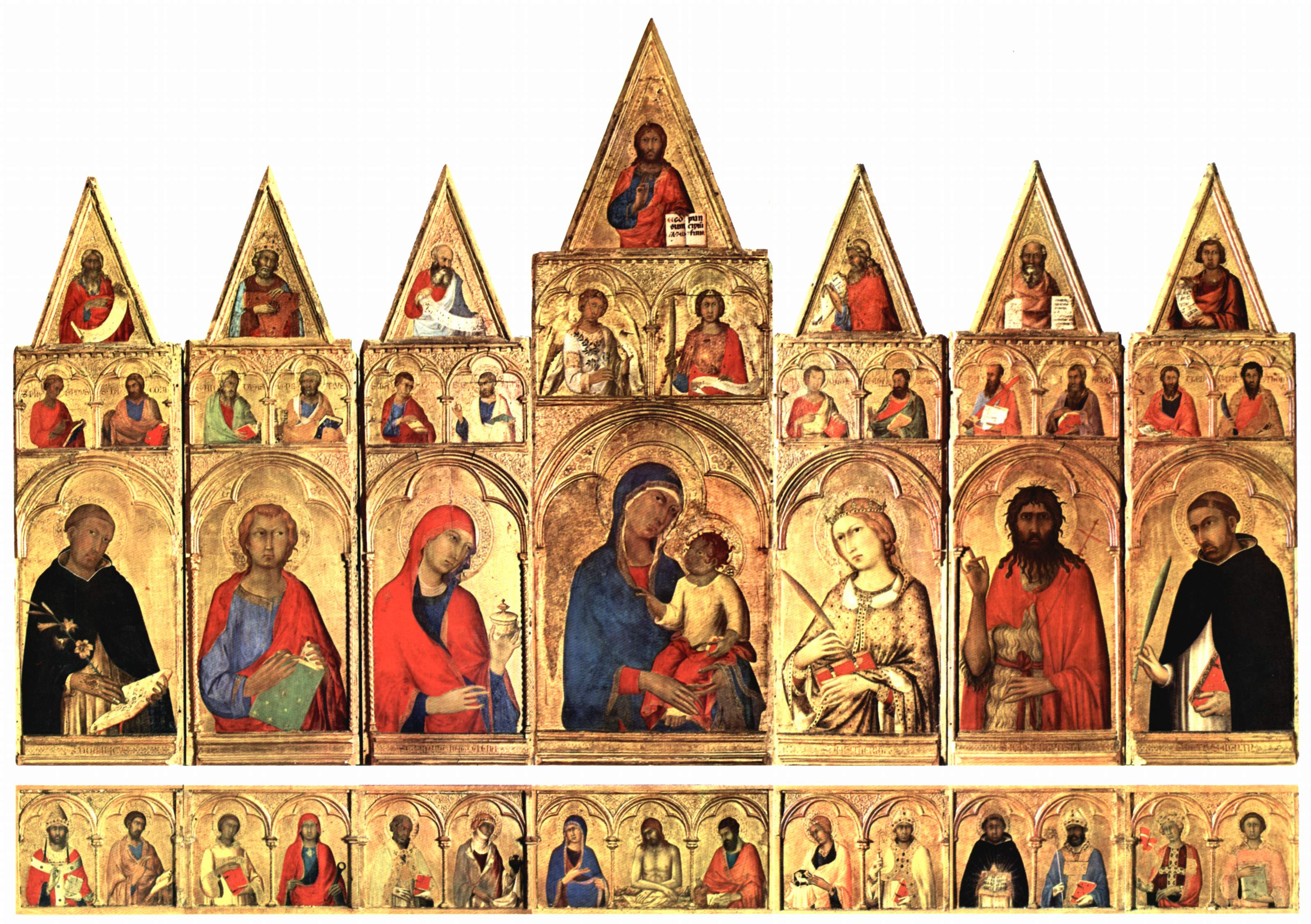
Saint Catherine of Alexandria Polyptych, 1319
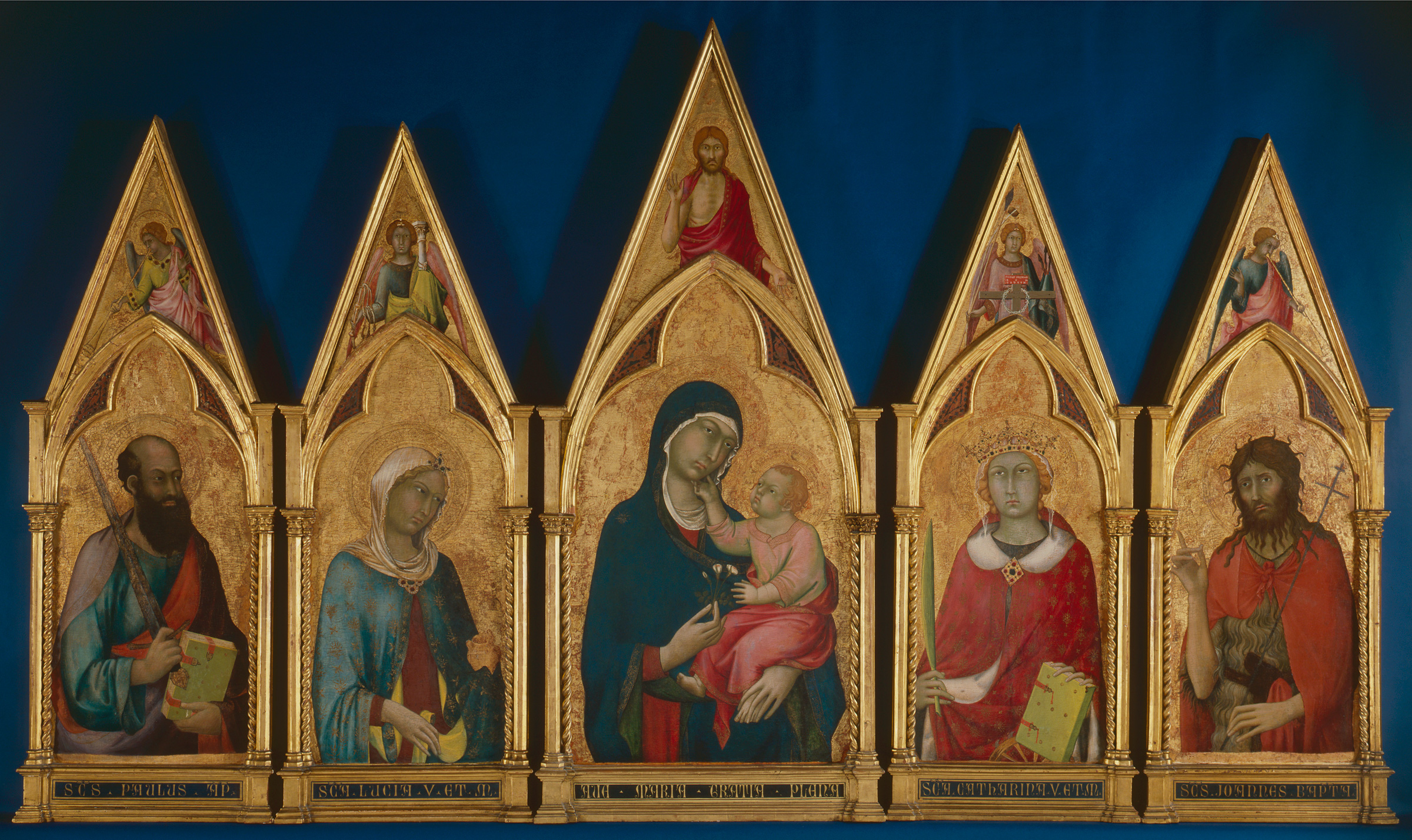
Virgin and Child with Saints (Boston Polyptych), c. 1321-5
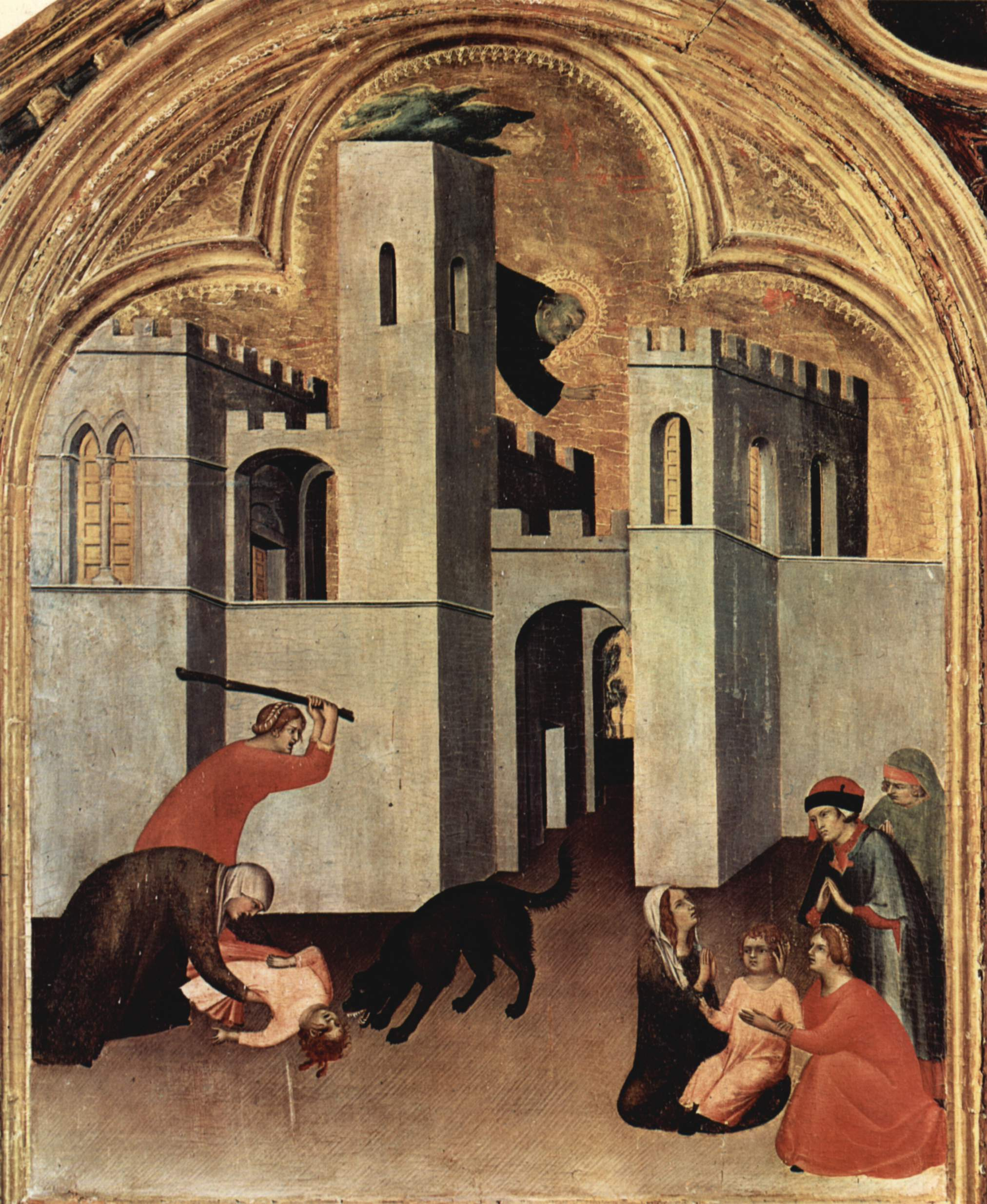
The Miracle of the Child Attacked and Rescued by Augustine Novello, c. 1328
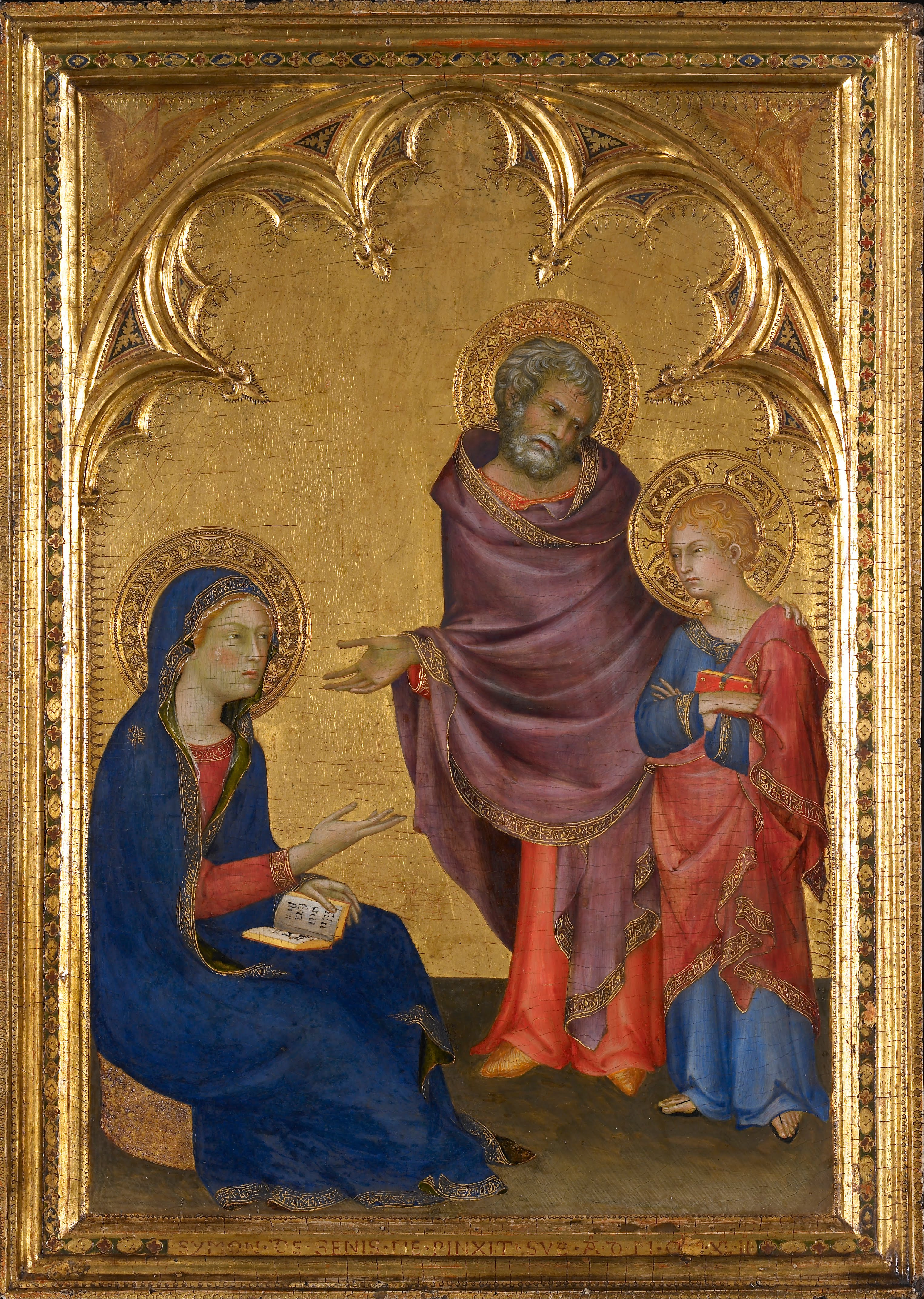
Christ Discovered in the Temple, 1342

## 拓展阅读
- 圣母领报和圣玛加利与圣安沙诺